# Хлорофилл a
Хлорофи́лл a — особая форма хлорофилла, используемая для оксигенного фотосинтеза. Сильнее всего поглощает свет в фиолетово-голубой и оранжево-красной части спектра. Этот пигмент жизненно необходим для фотосинтеза в клетках эукариот, цианобактерий и прохлорофитов из-за своей способности отдавать возбуждённые электроны в электрон-транспортную цепь. Хлорофилл a также является частью антенного комплекса и передаёт резонансную энергию, которая затем поступает в реакционный центр, где расположены специальные хлорофиллы P680 и P700.

## Распространённость хлорофиллаa
Хлорофилл a необходим большинству фотосинтезирующих организмов для преобразования энергии света в химическую энергию, но это не единственный пигмент, который может быть использован для фотосинтеза. Все организмы с оксигенным типом фотосинтеза используют хлорофилл a, но имеют разные вспомогательные пигменты, как, например хлорофилл b. В небольших количествах можно обнаружить хлорофилл a у зелёных серобактерий — анаэробных фотоавтотрофов. Эти организмы используют бактериохлорофиллы и некоторое количество хлорофилла a, но не производят кислород. Такой фотосинтез называется аноксигенным.

## Структура молекулы

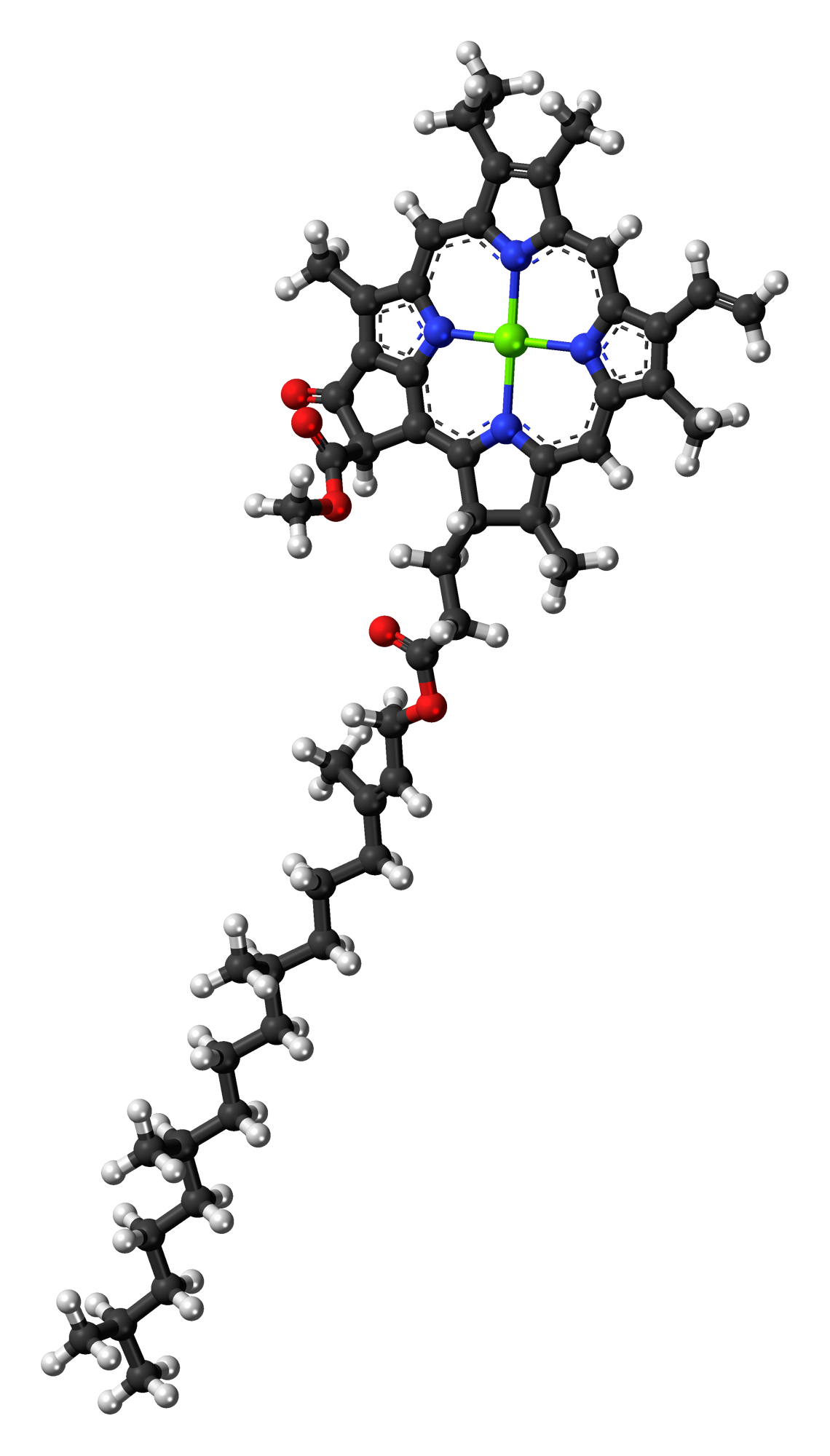
Структура хлорофилла a. Виден длинный углеводородный хвост.

Молекула хлорофилла состоит из кольца хлорина с ионом Mg в центре, радикалов-заместителей в кольце и фитольного хвоста.

### Кольцо хлорина

Хлорин

Хлорофилл a состоит из центрального иона магния, заключённого в кольцо из четырёх ионов азота, также известного как хлорин. Хлориновое кольцо — это гетероциклическое соединение, образованное из пирролов, окружающих атом металла. Именно Mg в центре однозначно отличает структуру молекулы хлорофилла от других молекул.

### Заместители

Структура молекулярного центра хлорофилла a. Зелёной рамкой выделена позиция у третьего атома углерода, где располагается важная для его свойств метильная группа.

В кольце хлорофилла a есть заместители. Каждый тип хлорофиллов характеризуется своими заместителями, и, соответственно, своим спектром поглощения. В качестве заместителей хлорофилл a содержит только метильные группы (CH3). В хлорофилле b метильная группа у третьего атома кольца (зелёная рамочка на картинке) замещена на альдегидную группу. Порфириновое кольцо бактериохлорофиллов более насыщено — в нём не хватает чередования одинарной и двойной связи, что сужает спектр поглощаемого молекулами света.

### Фитольный хвост
К порфириновому кольцу присоединён длинный фитольный хвост. Это длинный гидрофобный радикал, который прикрепляет хлорофилл a к гидрофобным белкам мембраны тилакоида. Отсоединившись от порфиринового кольца, этот длинный гидрофобный хвост становится предшественником двух биомаркёров — пристана и фитана, оба из которых важны для геохимических исследований и определения качества нефти.

## Биосинтез
В биосинтезе хлорофилла a принимают участие несколько ферментов. Биосинтез бактериохлорофилла a и хлорофилла a осуществляют схожие ферменты, которые при некоторых условиях могут взаимно заменять друг друга. Всё начинается с глутаминовой кислоты, которая превращается в 5-аминолевулиновую кислоту. Затем две молекулы этой кислоты восстанавливаются до порфобилиногена, четыре молекулы которого формируют протопорфирин IX. После формирования протопорфирина фермент Mg-хелатаза катализирует включение иона Mg в структуру хлорофилла a. Далее происходит циклизация радикала в шестом положении кольца и образуется протохлорофиллид, у которого в ходе светозависимой реакции с участием фермента протохлорофиллид-оксидоредуктаза происходит восстановление двойной связи в кольце D. Завершается биосинтез хлорофилла присоединением фитольного хвоста.

## Реакции фотосинтеза

### Поглощение света

Спектры поглощения хлорофиллов a и b. Совместное использование обеих форм увеличивает эффективность поглощения энергии света.

#### Спектр
Хлорофилл a поглощает свет в фиолетовой, голубой и красной частях спектра, отражая в основном зелёный цвет, что и придаёт ему характерную окраску. Спектр его поглощения расширяется за счёт вспомогательных пигментов (например, хлорофилла b). В условиях плохой освещённости растения повышают соотношение хлорофилл b/хлорофилл a, синтезируя больше молекул первого, чем второго, и, таким образом, увеличивают производительность фотосинтеза.

#### Светособирающая система

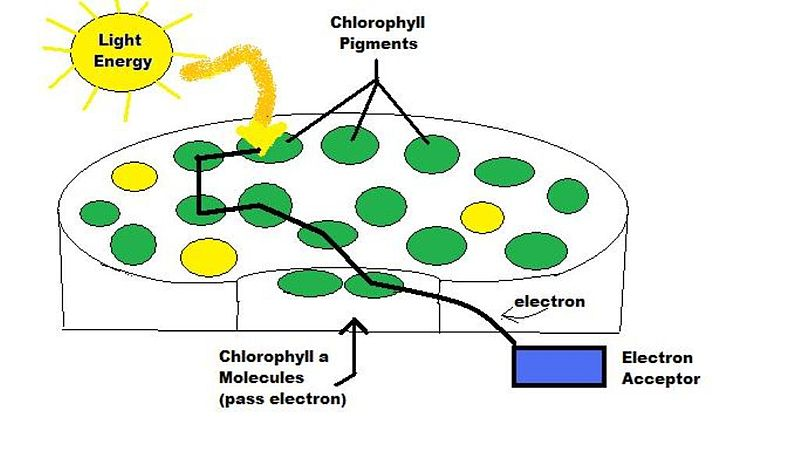
Антенный комплекс, передающий энергию света через мембрану тилакоида. Хлорофилл a в реакционном центре — пигмент, способный передавать возбуждённые электроны переносчикам электронов.

Кванты света, поглощённые пигментами, возбуждают их электроны, в результате чего энергия света преобразуется в энергию химической связи. Поскольку молекулы хлорофилла a могут поглощать только световые волны определённой длины, многие организмы используют вспомогательные пигменты (помечены на рисунке жёлтым цветом), чтобы увеличить спектр поглощения. Вспомогательные пигменты передают собранную энергию от одного пигмента к другому в виде резонансной энергии, до тех пор, пока она не достигнет специальной пары молекул хлорофилла a в реакционном центре — P680 в фотосистеме II и P700 в фотосистеме I. P680 и P700 — основные доноры электронов для электрон-транспортной цепи.